# Antichloris atrinervis
Antichloris atrinervis är en fjärilsart som beskrevs av Rothschild 1912. Antichloris atrinervis ingår i släktet Antichloris och familjen björnspinnare. Inga underarter finns listade i Catalogue of Life.